# Eupompe
Eupompe (altgriechisch Εὐπόμπη) ist in der griechischen Mythologie eine Tochter des Nereus und der Okeanide Doris und somit eine der Nereiden.
Homer kennt sie im Rahmen seiner Aufzählung der Nereiden nicht, während sie Hesiod in seiner Theogonie aufzählt. Vielleicht ist sie mit Eumolpe des Nereidenkatalogs der Bibliotheke des Apollodor zu identifizieren.